# 涅普
涅普（法語：Nieppe，法語發音：[njɛp]）是法国上法兰西大区诺尔省的一个市镇，位于该省中西部，属于敦刻尔克区。

## 地理
涅普（50°42'11"N, 2°50'20"E）面积17.24 平方千米，位于法国上法蘭西大區北部省，该省份为法国最北部的省份及最长的省份，西北濒北海，西接加来海峡省，南至埃纳省和索姆省，东与比利时接壤。
与涅普接壤的市镇（或旧市镇、城区）包括：斯滕韦克、阿尔芒蒂耶尔、巴約勒、埃尔坎盖姆利斯。

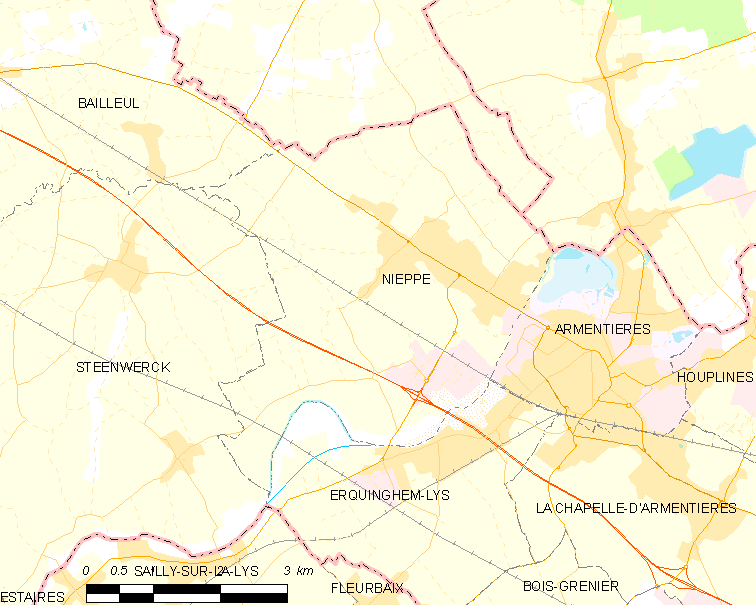
涅普的OSM定位图

涅普的时区为UTC+01:00、UTC+02:00（夏令时）。

## 行政
涅普的邮政编码为59850，INSEE市镇编码为59431。

## 政治
涅普所属的省级选区为巴约勒县。

## 人口

1962-2008年间涅普人口变化图示

涅普于2022年1月1日时的人口数量为7685人。